# Кировск-Мурманский
Кировск-Мурманский — недействующая железнодорожная станция в Кировске.

## История
Открыта в 1939 году, вместе с открытием железнодорожной ветки до Кировска, вокзалом, и со станциями Титан и Апатиты-3.
Отсюда отправлялись электрички до Апатитов, где делалась пересадка на станцию Апатиты-1, с неё можно было сделать пересадку на поезда до Мурманска, Ленинграда и Москвы. В период конца 1940-х на станции можно было сесть на прицепной вагон до Ленинграда. До распада СССР три раза в неделю ездила электричка до Кандалакши. В 1990-х годах до станции в день ходило две электрички из Апатитов.
Станция была закрыта в 1996 году, вместе с железнодорожной веткой до станции Титан, на которой тремя годами позднее была демонтирована контактная сеть, однако позднее на части линии электрификация была восстановлена. Большинство путей станции были разобраны. Железнодорожная ветка от станции Титан до станции Кировск сейчас используется только для грузовых работ.

## О станции
С 1996 года станция не обслуживает перевозок. Через оставшиеся ведомственные пути, проходящие через станцию, регулярно проезжают поезда с Кировского рудника, загруженные апатитом.

## Вокзал

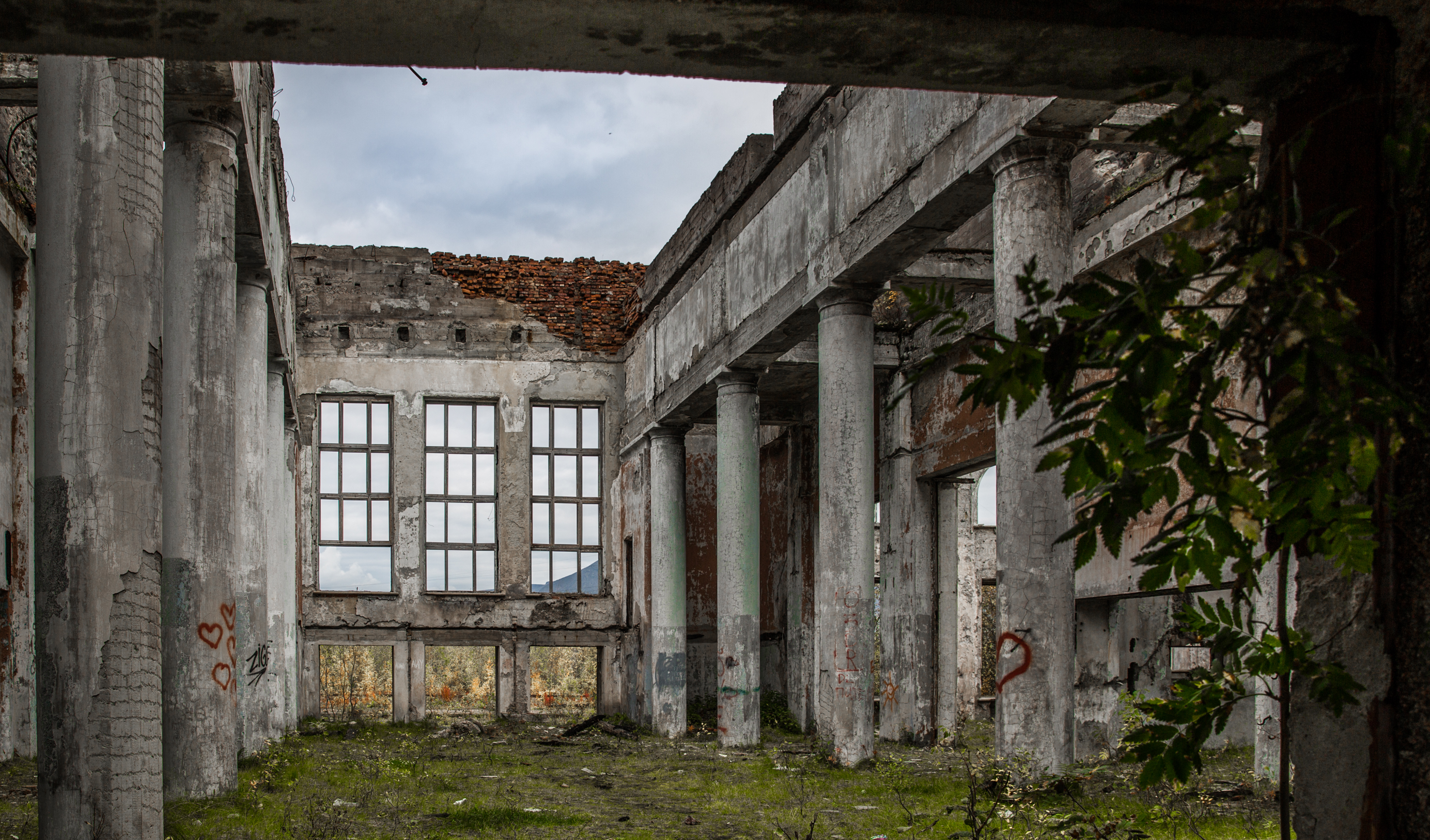
Остатки интерьера вокзала

Здание вокзала было построено в честь проведения всемирного конгресса горняков, пройти который должен был в Кировске. Столь большой вокзал для маленького города являлся достопримечательностью. На вокзале имелись кассы, залы ожидания, магазины, камеры хранения и один из лучших ресторанов города.
Через полгода после закрытия станции на вокзале случился пожар. Администрацией города было решено не восстанавливать вокзал и вывезти всё самое ценное. Остальное было разграблено в течение нескольких лет жителями города.
Здание пришло в негодность. Были частные попытки выкупить вокзал для создания там склада для нужд железных дорог. Перспектив на восстановление нет.

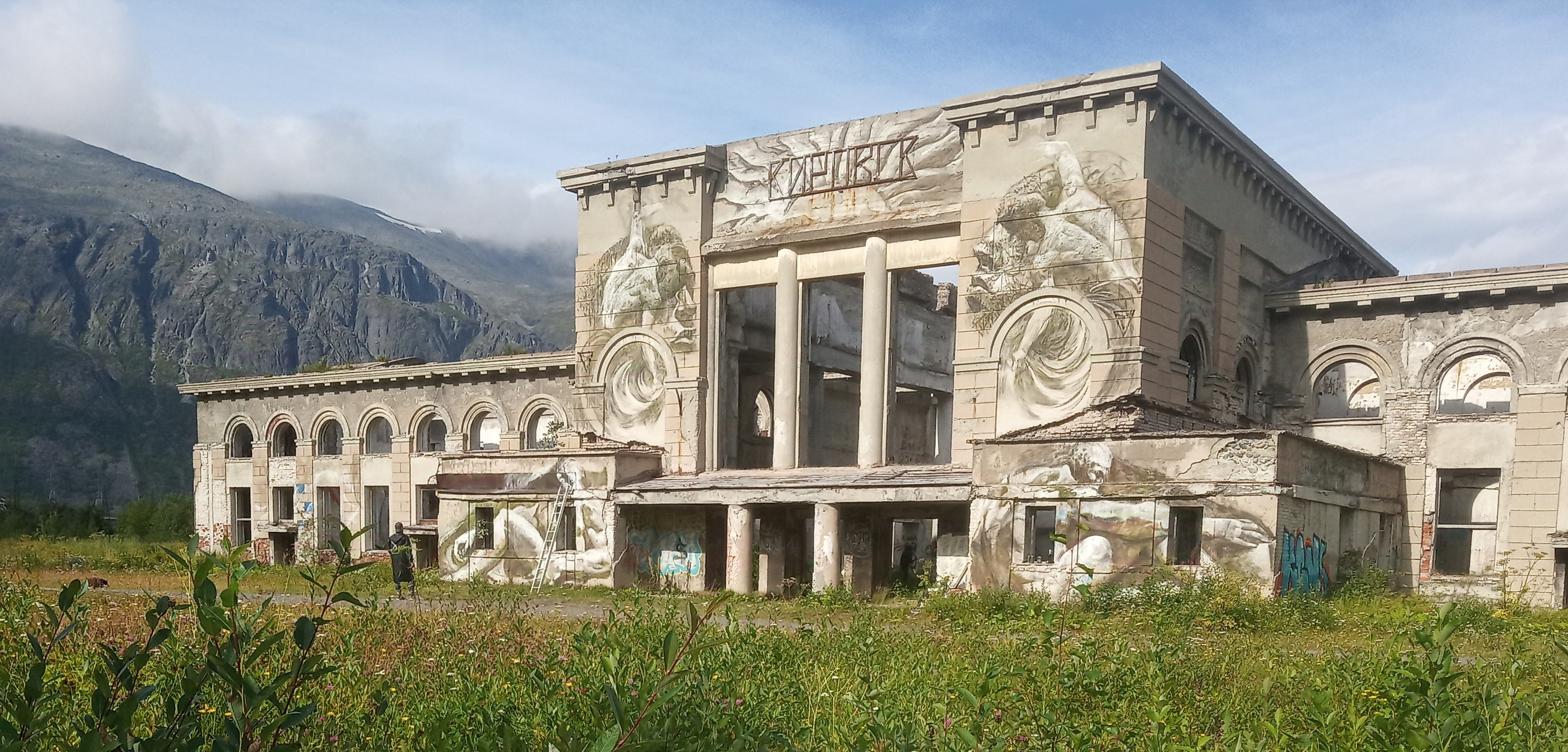
Фреска на вокзале сделанная Марией Хардиковой и Rainessence. 2020 год.

В 2020 году фасад вокзала был расписан художницей Марией Хардиковой и командой Rainessence.